# Het losgeld
Het losgeld is het 31ste stripalbum uit de reeks Lefranc, bedacht door Jacques Martin, geschreven door Roger Seiter en getekend door Régric. De inkleuring werd verzorgd door Bruno Wesel.
De eerste publicatie was ook meteen het eerste album. Het album werd op 7 oktober 2020 uitgegeven door uitgeverij Casterman als softcover met nummer 31 in de serie Lefranc.
Het tekenwerk van Régric wordt geprezen en het verhaal wordt vergeleken met de klassieke eerste verhalen uit de reeks.

## Het verhaal
In het najaar 1954 blijken in het natuurpark van Geert Van Dijck in Zuid-Afrika dieren te worden afgemaakt en niet eens door stropers. Van Dijck vermoedt dat de Broederbond, die voor een wit Zuid-Afrika strijdt en waar zijn neef Piet Jonker ook lid van is, de schuldige is. 
In Straatsburg haalt de journalist Guy Lefranc zijn beschermeling Jeanjean op om met hem een vakantie in de Elzas door te brengen. Daarbij ontmoeten ze Eline Van Dijck, die met lerares Ruth Laan en lijfwacht-chauffeur Josė Tavares een rondreis door Europa maakt. Zij is de kleindochter van de parkeigenaar. Als zij wordt ontvoerd en de chauffeur verdwijnt, gaat Lefranc op onderzoek uit. 
Geert krijgt een losgeldeis van de ontvoerders; hij moet een miljoen pond betalen om haar vrij te krijgen. Zijn enige kans om aan het geld te komen is het verkopen van een groot deel van het park aan zijn neef. De (blanke) politie kan niet vertrouwd worden aangezien deze ook onder controle staat van de Broederbond.
In Zuid-Afrika vindt Lefranc Tavares weer terug die hem introduceert bij leden van het ANC en een communistische agente. Hij hoort daar dat een consortium via de Broederbond mijnrechten probeert te verwerven op zeldzame metalen. In de grond van het natuurpark van Van Dijck bevinden zich grote hoeveelheden platina. Zodra Geert te horen krijgt waar de uitwisseling van zijn kleindochter tegen het losgeld moet plaatsvinden, beramen zij een plan om het tij te keren. Hierbij wordt Eline bevrijdt en worden ook de betrokken Broederbond-agenten opgepakt dankzij de medewerking van een politiekennis van inspecteur Renard. 
Eline en Jeanjean genieten na al deze gebeurtenissen van hun vakantie in het natuurpark van Van Dijck.